# Anisodes importaria
Anisodes importaria là một loài bướm đêm trong họ Geometridae.